# Erich de Cornouaille
Pour les articles homonymes, voir Erich.
Erich de Cornouaille, Gereint en gallois, Guerech ou  Erek en breton, Ericius en latin ou Eric en anglais, roi de Bretagne, né vers 425 (calendrier julien) et mort en 478 (calendrier julien). 

## Biographie légendaire
Erech comme « roi de Bretagne », est inconnu de Geoffroy de Monmouth  de la « Chronique de Saint-Brieuc » et des listes de descendants de Conan Meriadec établies par Pierre Le Baud, Alain Bouchart et Bertrand d'Argentré. Il n'apparait pour la première  fois  dans la liste de rois établie par Pierre-Hyacinthe Morice de Beaubois au XVIIIe siècle pour le compte de la maison de Rohan qui le présente comme le fils et successeur d'Aldrien

## Traditions et légendes
Le personnage est parfois intégré à la Légende arthurienne où il est le fils d'Aldrien (~405-464), roi de Bretagne, et d'une princesse irlandaise. Frère de Budic Ier (~450-509), roi d'Armorique et père de :
- Ban de Bénoïc (~455-544), roi de Bénoïc
- Jutherd de Cornouaille, comte de Rennes,
- Maxenti (ou Maxenri), comte de Cornouaille,
- Bohort de Cornouaille (~470-?), roi de Gaunes

Grand-père de :
- Hoël Ier Mawr de Cornouaille
- Gwen Teirbron de Cornouaille
- Lancelot du Lac de Cornouaille.